# Seychelle-hollópapagáj
A Seychelle-hollópapagáj (Coracopsis barklyi) a papagájalakúak (Psittaciformes) rendjén belül a sörtésfejűpapagáj-félék (Psittrichasidae) családjának egyik képviselője.
Hosszú időn át a madarat a kis hollópapagáj (Coracopsis nigra) alfajaként tartották számon,  később morfológiai, ökológiai és viselkedésbeli különbségek miatt különálló fajként való kezelése vált elterjedtté. 
Filogenetikai vizsgálatok azt mutatták ki, hogy a Seychelles-szigeteken élő madarak a hosszú távú izoláció miatt jelentős mértékben különböznek a Madagaszkáron élőktől, valószínűleg azok testvércsoportja, így külön fajként való kezelésük indokolt.
Ez a faj a Seychelle-szigetek nemzeti madara.

## Előfordulása
Kizárólag a Seychelle-szigetek közé tartozó Praslin szigetén élő madár. A szigeten is kevés helyen fordul elő, a legtöbb egyed a Vallée de Mai természetvédelmi területen él.
Előfordult a szomszédos Curieuse szigeten is, de ott nem költ.

## Megjelenése
Testhossza 30 centiméter. A faj tollruhája egyszerű. A szárnyak alsó része szürkés. A költési időszakban a csőr világos szarú színű, egyébként meg sötétszürke. A lábak szintén sötétszürkék, az írisz pedig sötétbarna.
|  |

## Életmódja
Gyümölcsöket, mogyorókat, bogyókat és más magvakat fogyaszt. Fő tápláléka az őshonos Vershaffeltia splendida pálma termése, de elfogyasztja a tengerikókusz avagy Coco-de-Mer (Lodoicea maldivica) virágait is.

## Szaporodása
Költési időszakon kívül legfeljebb 15 egyedes csoportokban élnek. A költési időszak szeptembertől januárig tart.

## Természetvédelmi helyzete
Teljes állományát 720 és 1100 egyed közöttire becsülik.
A Seychelle-szigeteken védett fajnak számít, de a védett területeken kívül elő madarak közül illegálisan mindig fognak be néhány egyedet, valamint a meghonosodott pásztormejnóval való fészkelőhely és táplálék konkurencia és a patkányok általi predációs hatások veszélyeztetik a fajt.
Az elterjedési területe ugyan kicsi, egyedszáma viszont stabil és lassan növekvő tendenciát mutat. 
A Természetvédelmi Világszövetség Vörös listáján Sebezhető fajként szerepel.